# Жанели Лий
Жанели Естер Лий Торес (на испански: Janely Esther Lee Torres) е мексиканска писателка и сценаристка, изградила кариерата си в мексиканската компания Телевиса.

## Творчество

### Адаптации
- Мисля за теб (2023) с Химена Суарес, Едуин Валенсия, Исабел де Сара и Ана Гранадос, оригинал от Химена Суарес
- Дойде любовта (2016/17), оригинал от Хулио Рохас Гутиерес
- Втора част на Дума на жена (2007/08) с Алехандро Поленс, оригинал от Нене Каскаяр
- Втора част на Пощенски код (2006/07) с Габриел Брисеньо, Ена Маркес, Карлос Даниел Гонсалес и Катя Родригес, оригинал от Серхио Вайнман и Марили Пугно

### Коадаптации
- Корона от сълзи 2 (2022) с Роберто Кастро и Габриела Мартинес дел Рио, написана от Хесус Калсада
- Бездушната (2021) с Хулиан Агилар и Исабел де Сара, написана от Химена Суарес
- Да обичам без закон (2018) написана от Хосе Алберто Кастро, Ванеса Варела и Фернандо Гарсилита
- Страст и сила (2015/16) с Хулиан Агилар, написана от Химена Суарес
- Първа част на Непростимо (2015) с Алехандра Диас, написана от Химена Суарес
- Необичана (2014) с Алехандра Диас, написана от Химена Суарес
- Корона от сълзи (2012) написана от Хесус Калсада и Химена Суарес
- Лишена от любов (2011/12) с Хулиан Агилар, написана от Химена Суарес

### Литературни редакции
- Тереса (2010/11) с Ванеса Варела, написана от Химена Суарес
- Първа част на Дума на жена (2007/08) с Ванеса Варела, написана от Хесус Калсада и Габриел Брисеньо
- Първа част на Пощенски код (2006/07) с Ванеса Варела, написана от Химена Суарес и Аида Гуахардо
- Руби (2004) с Аида Гуахардо (втора част), написана от Химена Суарес и Вирхиния Кинтана
- Без грях (2001) с Хулиан Роблес и Росио Барионуево, написана от Карлос Олмос и Хесус Калсада
- Серафим (1999) написана от Карлос Даниел Гонсалес, Рикардо Фиайега и Алехандро Ориве
- Чужди чувства (1996/97) с Лус Орлин, написана от Лолена Саласар и Едуардо Кирога
- Акапулко, тяло и душа (1995/96) с Хеорхина Тиноко, написана от Ерик Вон

## Награди и номинации
Награди TVyNovelas
| Година | Категория                        | Теленовела      | Резултат   |
| ------ | -------------------------------- | --------------- | ---------- |
| 2017   | Най-добър сценарий или адаптация | Дойде любовта   | Номинирана |
| 2012   | Най-добър сценарий или адаптация | Лишена от любов | Номинирана |